# У небі місяць проплива
«У небі місяць проплива» (рос. «По небу крадется луна») — хорова мініатюра Бориса Миколайовича Лятошинського на уривок з вірша «Мрійник» (рос. «Мечтатель») Олександра Сергійовича Пушкіна. Твір входить до збірника «Два хора на вірші Пушкіна», Op. 52.  Текст перекладено українською мовою Платоном Микитовичем Вороньком.
Твір написаний для мішаного 4-голосного хору a cappella із застосуванням divisi в тональності d-moll гармонічний, має просту тричастинну репризну форму. Мішана фактура викладу хорового твору: гомофонно-гармонічна (з елементами поліфонії), поліфонічна, гармонічна. Темп твору — Andante sostenuto. Розмір твору — постійний, С = 4/4. Штрих — legato, ланцюгове дихання. 

## Текст хорової мініатюри та переклад українською
У небі місяць проплива,
В горах імла сивіє,
На водах тиша нежива,
З долини вітер віє.
Мовчить співець весняних днів
У тихім листі гаю.
Отари сплять серед полів
І ніч пливе без краю...
Святої ніжності куток
Легка імла покрила...
Камін веселий тихо змовк,
І свічка догоріла...
Переклад українською — П. М. Воронько

По небу крадется луна,
На холме тьма седеет,
На воды пала тишина,
С долины ветер веет,
Молчит певица вешних дней
В пустыне темной рощи,
Стада почили средь полей,
И тих полет полнощи;
И мирный неги уголок
Ночь сумраком одела,
В камине гаснет огонек,
И свечка нагорела;
Стоит богов домашних лик
В кивоте небогатом,
И бледный теплится ночник
Пред глиняным пенатом…
Оригінал — О. С. Пушкін